# Morumbi (São Paulo)
Morumbi est un district de l'un des quartiers les plus cotés de São Paulo. Situé dans la zone ouest, bien qu'il soit communément considéré comme la zone sud car faisant partie du quartier Morumbi, situé dans le district de Vila Andrade (situé dans la zone sud).

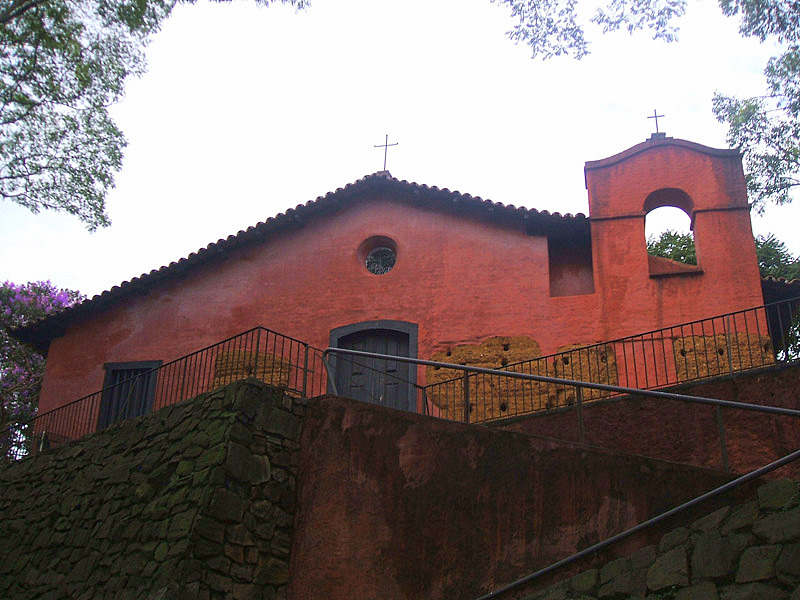
Chapelle de Morumbi appartenant à la Fazenda Morumbi.

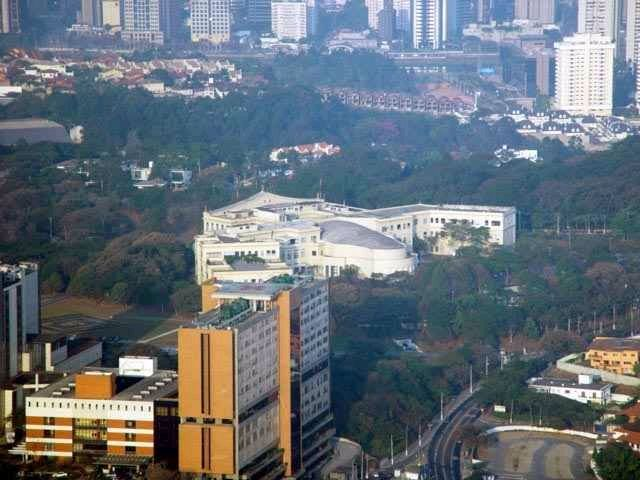
Vue de l'hôpital Albert Einstein et du palais des Bandeirantes.

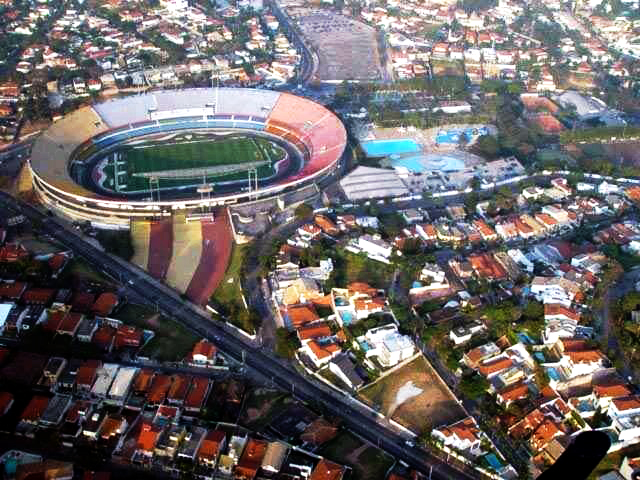
Stade Cícero-Pompeu-de-Toledo.

## Toponyme
Il existe au moins deux hypothèses étymologiques pour « Morumbi » :
- est un terme d'origine tupi qui signifie « mouche verte », par la combinaison des termes moru (mouche) et mbi (vert)[1].
- pour Eduardo de Almeida Navarro, « Morumbi » viendrait du terme de la língua geral maromby, qui signifie « rivière aux poissons » et fut celui qui créa à la langue portugaise « marumbi », qui signifie « étang plein de quenouilles »[2].

## Caractéristiques
Populairement et dans certains reportages, il est considéré comme faisant partie de la zone sud, mais est administré par la mairie régionale de Butantã, appartenant officiellement à la zone ouest.
À quinze kilomètres du centre de São Paulo, le quartier occupe une partie de la rive ouest de la rivière Pinheiros et borde les districts de Vila Sônia, Vila Andrade, Itaim Bibi, Pinheiros et Butantã.

## Histoire
Il est le résultat de la subdivision des petites exploitations et les petites exploitations, descendants de la Ferme Morumbi, une propriété croissante de thé appartenant à l'anglais John Rudge, qui a introduit le thé de l'Inde au Brésil.
À la suite de la croissance de la direction sud-ouest (à partir du centre historique) de la municipalité, l'ingénieur Oscar Americano a commencé, en 1948, le lotissement et le futur peuplement du quartier. Oscar Americano a acquis de grandes parcelles et a commencé un processus d'urbanisation dans la région. De plus, il a fait l'arborisation des futurs quartiers-jardins en plantant un spécimen de chacune des espèces de la flore brésilienne de la région.
Les lots à vendre par la Companhia Imobiliária Morumby étaient vastes et bientôt de nombreuses familles riches de São Paulo s'installèrent dans les rues sinueuses de la région. En mettant l'accent sur l'architecte italo-brésilienne Lina Bo Bardi, auteur de projets emblématiques tels que le Musée d'art de São Paulo et le Service social du commerce de Pompeia, qui a conçu sa résidence, la première du quartier, au milieu des années 1950.
La société immobilière a également engagé l'architecte Gregori Warchavchik, qui a restauré les ruines de la Casa Grande et la chapelle de l'ancienne Fazenda Morumbi. En décembre 2005, ils ont été répertoriés par le CONPRESP.
En raison de la construction du stade Cícero-Pompeu-de-Toledo à la fin des années 1950 et du transfert du siège du gouvernement de l'État au palais des Bandeirantes, l'occupation du terrain libre a été rapide. Dans les années 1980 et 1990, la verticalisation atteint Morumbi, principalement aux abords de l'avenida Giovanni Gronchi.

## Actualité
Le district de Morumbi concentre certains des quartiers les plus côtés de la municipalité de São Paulo et du Brésil, étant un redut de la classe supérieure de São Paulo. En même temps, il abrite des favelas telles que: Real Parque et Jardim Panorama et borde également la favela de Paraisópolis, la plus grande de la municipalité, dans le district voisin de Vila Andrade. Le quartier a la plus forte concentration de revenus et l'un des taux de développement les plus élevés de la capitale, ses habitants ont le pouvoir d'achat le plus élevé de la municipalité. Des exemples de ces quartiers sont : Cidade Jardim, Jardim Everest, Jardim Leonor, Jardim Morumbi, Jardim Panorama, Real Parque, Rolinópolis, Vila Morumbi, Vila Progredior et Vila Tramontano. C'est aussi l'un des districts les plus arborisés de la municipalité, avec de nombreux parcs et places, comme la praça Vinícius de Moraes (anciennement praça Barão de Pirapama) et le parc Alfredo Volpi.
Dans les limites du district se trouvent le Palais des Bandeirantes, siège du gouvernement de l'État de São Paulo (un bâtiment construit à l'origine par la famille Matarazzo à la fin des années 1950 pour devenir une université) et résidence officielle du gouverneur ; l'hôpital israélite Albert Einstein, l'un des hôpitaux privés les plus importants de la ville, l'hôpital São Luiz, le siège de la Rede Bandeirantes de radio et de télévision, le club Paineiras do Morumby, le luxueux Shopping Cidade Jardim, le siège du São Paulo Futebol Clube, l'hippodrome de Cidade Jardim, appartenant au Jockey Club de São Paulo et aux collèges des colonies espagnole et allemande.
Des productions cinématographiques telles que Sinhá Moça, un film brésilien de 1953, produit par Vera Cruz et réalisé par Tom Payne, d'après le roman de Maria Dezonne Pacheco Fernandes, avec Eliane Lage et Anselmo Duarte, a été tournée à la Casa da Fazenda do Morumbi, pour son importance historique, ainsi que A Moreninha et Beto Rockefeller, d'Oliver Perroy et A Nova Primavera, de Franco Zeffirelli,.
Selon le métro de São Paulo, le projet de construction de la ligne 17 - Or est à l'étude, qui traverserait le quartier vers les quartiers de Panamby et Paraisópolis, en étant construit sur des voies surélevées, des monorails. Avec cela, les habitants ont organisé des manifestations, des réunions et des pétitions contre l'intervention, affirmant qu'il y aurait un grand impact visuel, similaire à celui de la voie élevée Presidente João Goulart, dans la zone centrale de São Paulo.

## Subdivisions
Le district de Morumbi comprend les arrondissements suivants :
- Cidade Jardim
- Hipódromo de Cidade Jardim
- Jardim Everest
- Jardim Leonor
- Jardim Morumbi
- Jardim Panorama
- Real Parque
- Rolinópolis
- Vila Morumbi
- Vila Progredior
- Vila Tramontano